# 60 Serpentis
60 Serpentis (c Serpentis) é uma estrela na direção da Serpens. Possui uma ascensão reta de 18h 29m 40.96s e uma declinação de −01° 59′ 06.8″. Sua magnitude aparente é igual a 5.38. Considerando sua distância de 236 anos-luz em relação à Terra, sua magnitude absoluta é igual a 1.08. Pertence à classe espectral K0III.